# Milan Pertot (inženir)
Milan Pertot, slovenski inženir elektrotehnike in strokovni pisec, * 20. maj 1884, Trst, † (?) februar 1967, Ljubljana.

## Življenje in delo
Rodil se je očetu zdravniku Simonu in materi Frančiški (rojena Eber). Po maturi na gimnaziji v Trstu je v Pragi nadaljeval študij in leta 1909 diplomiral na  Tehnični univerzi. Prvo zaposlitev je imel v Pragi, od tu je prišel v Trst, leta 1913 pa je postal direktor podjetja, ki je s tramvaji opravljalo prevoz na relaciji Matulji-Opatija-Lovran. Leta 1923 se je preselil v Zagorje ob Savi kjer je bil zaposlen kot obratovodja v rudniku premoga, od 1932 pa je bil vodja vzdrževanja električnih naprav v premogovniku Trbovlje. Sodeloval je pri obnovi in gradnji termoelektrarn Trbovlje in Brestanica. Med vojno ga je nemški okupator pregnal v Sisak. Po osvoboditvi pa je bil uslužbenec na direkciji Socialistične republike Slovenije za premog. Pertot se je v domovini in tujini uveljavil tudi kot strokovni pisec. Pretežni del svojega publicističnega delovanja je posvetil Nikoli Tesli. želel je, da bi domači in tuji svet spoznal resničnost njegovih odkritij. Iz teh prizadevanj je nastala tudi knjiga Nikola Tesla, pionir elektrotehniške dobe (Ljubljana, 1962).